# Ce n'est pas un péché
Pour plus de détails, voir Fiche technique et Distribution.
Ce n'est pas un péché (Belle of the Nineties) est un film américain réalisé par Leo McCarey et sorti en 1934.

## Synopsis
À la fin du dix-neuvième siècle, à Saint Louis, la chanteuse Ruby Carter triomphe sur la scène d'un théâtre dans le numéro "American Beauty". Le boxeur Tiger Kid est amoureux d'elle au grand dam de son entraineur qui veut lui faire gagner le championnat. Ce dernier organise un stratagème pour le faire rompre avec elle. Ne voulant rester sur cette déception amoureuse, Ruby s'engage dans un cabaret de la Nouvelle Orléans, "Sensation House". Elle y devient l'objet de tous les désirs.

## Fiche technique
- Titre : Ce n'est pas un péché
- Titre original : Belle of the Nineties
- Réalisation : Leo McCarey
- Scénario : Mae West d'après une histoire de Mae West
- Production : William LeBaron
- Société de production et de distribution : Paramount Pictures
- Photographie : Karl Struss
- Montage : LeRoy Stone
- Musique : Arthur Johnston
- Direction artistique : Bernard Herzbrun
- Costumes : Travis Banton
- Pays d'origine :  États-Unis
- Format : Noir et blanc — 35 mm — 1,37:1 — Son : Mono
- Genre : Comédie dramatique et film musical
- Durée : 73 minutes
- Date de sortie : 
  - États-Unis : 21 septembre 1934

## Distribution
- Mae West : Ruby Carter
- Roger Pryor : Tiger Kid
- Johnny Mack Brown : Brooks Claybourne
- John Miljan : Ace Lamont
- Katherine DeMille : Molly Brant
- Duke Ellington : Le pianiste
- James Donlan : Kirby
- Stuart Holmes : Dirk
- Harry Woods : Slade
- Edward Gargan : Stogie
- Libby Taylor : Jasmine
- Warren Hymer : Le tireur de St. Louis
- Benny Baker : Blackie
- Morrie Cohan
- Tom Herbert
- Frederick Burton : Colonel Claybourne
- Augusta Anderson : Mme Claybourne
- George Walsh
- Eddie Borden
- Fuzzy Knight

Acteurs non crédités
- Mike Mazurki
- Sam McDaniel : Un admirateur de Jasmine
- Frank McGlynn Sr. : Le juge de paix
- George Reed : Frère Eben